# Копиевка (Киевская область)
Копиевка (укр. Копіївка) — село, входит в Бучанский район Киевской области Украины.
Население по переписи 2001 года составляло 188 человек. Почтовый индекс — 08042. Телефонный код — 4578. Занимает площадь 0,107 км². Код КОАТУУ — 3222788603.

## Местный совет
08041, Київська обл., Макарівський р-н, с. Юрів, вул. Вишнева, 71